# Proechimys oconnelli
Proechimys oconnelli är en däggdjursart som beskrevs av J. A. Allen 1913. Proechimys oconnelli ingår i släktet Proechimys och familjen lansråttor. IUCN kategoriserar arten globalt som otillräckligt studerad. Inga underarter finns listade i Catalogue of Life.
Denna gnagare förekommer vid källfloderna av Río Meta och Río Guaviare i centrala Colombia. Utbredningsområdet ligger 170 till 700 meter över havet. Arten lever i ursprungliga skogar och är aktiv på natten. Den går främst på marken. Födan utgörs av frön och frukter som kompletteras med några blad och insekter.